# Tauberfranken (viticultura)
Tauberfranken (Franconia del Tauber) es una región vinícola en Baden. Está ubicado en el noreste de Baden-Württemberg, Alemania.